# Anturium Andrego
Anturium Andrego (Anthurium andraeanum) – gatunek rośliny z rodziny obrazkowatych (Araceae). W stanie dzikim rośnie jako epifit w lasach równikowych w północno-zachodnim Ekwadorze i południowo-zachodniej Kolumbii. Nazwa gatunkowa upamiętnia francuskiego botanika Édouarda Andrégo (1840-1911), który w 1876 odkrył tę roślinę. Gatunek często uprawiany jako roślina ozdobna.

## Morfologia
PokrójRoślina zielna, w naturze pnąca.
LiścieSkrętoległe, o długości do 40 cm, z blaszką liściową szerokości do 16 cm, sercowatą do niemal strzałkowatej.
KwiatyPochwa kwiatostanowa sercowata, mocno wcięta u podstawy, jasnoczerwona, błyszcząca, długości do 12 cm. Kolby biało-żółte, długości do 10 cm, proste lub przewieszone, koniuszek żółty. Kwiaty niepozorne, widoczne jako białe punkciki.
OwoceOdwrotnie jajowate żółte jagody, gęsto osadzone w kolbie.

## Zastosowanie
Roślina ozdobna, uprawiana jako doniczkowa lub w szklarniach na kwiaty cięte. Wiele z tych roślin hodowlanych, określanych jako anturium Andrego to w istocie hybrydy pokrewnych gatunków.